# New River (Angleterre)
Le New River est un canal anglais construit au XVIIe siècle pour alimenter Londres en eau potable depuis la Lea.

## Histoire

### Premiers projets
Entre 1550 et 1600, la population de Londres croît très fortement, passant de 120 000 à 250 000 habitants en cinquante ans. Jusqu'en 1600, l'approvisionnement en eau potable de Londres se faisait uniquement par la Tamise.
Edmund Colthurst, le premier, a l'idée de se servir de la rivière Lea pour fournir une source alternative d'eau potable, et le roi Jacques Ier lui donne l'autorisation de lancer les travaux, ce qui est fait en 1604 depuis Chadwell Spring. Mais le manque d'argent interrompt ces travaux dès 1605.

### Le canal de Hugh Myddleton
Le 20 février 1608, Hugh Myddelton (en) reprend les travaux depuis les environs de Hertford, où une prise d'eau est effectuée dans la Lea. Environ deux cents paysans sont recrutés, et payés quatre pence par jour pour creuser les 62 kilomètres du canal qui aboutit à Sadler's Wells, dans le district londonien d'Islington. Le coût de l'ensemble des travaux est estimé à 18 500 livres.
Le canal ne perd environ que 5,8 mètres sur une longueur initiale de 62 kilomètres, ce qui correspond à une pente d'un peu moins de 0,1 ‰. Son débit est d'environ 2,5 m3/s, ce qui correspond à 220 000 m3 par jour.

### Le canal actuel
Le canal a été raccourci et n'aboutit plus aujourd'hui qu'à Stoke Newington, où deux réservoirs à l'air libre ont été aménagés. Plusieurs méandres pratiqués afin de suivre au mieux les courbes de niveau ont été remplacées par des tubes en lignes droites.